# Paragoniastrea

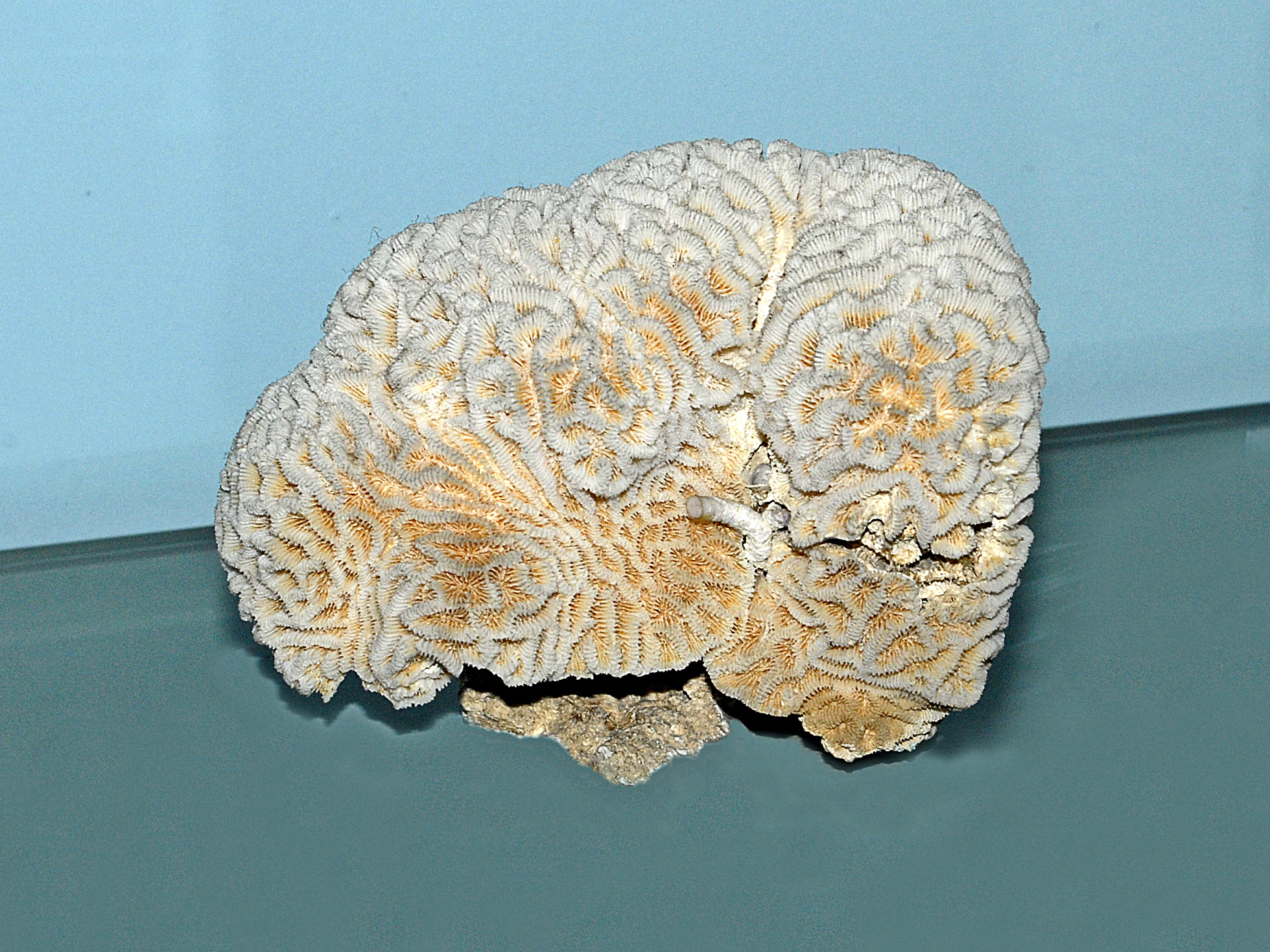
Paragoniastrea australensis, corallum, o esqueleto colonial

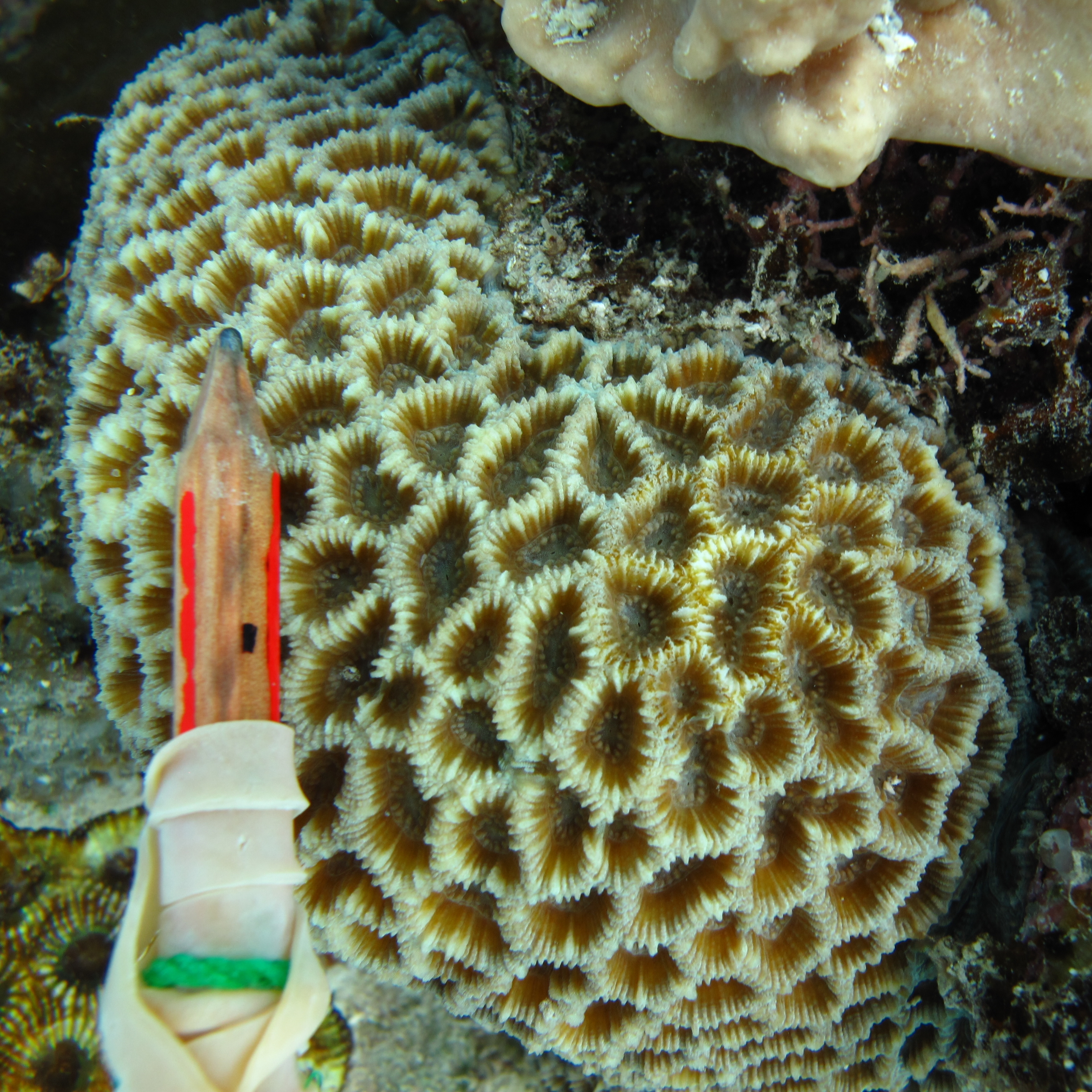
Paragoniastrea russelli en arrecife de la isla Erub, Estrecho de Torres, Australia

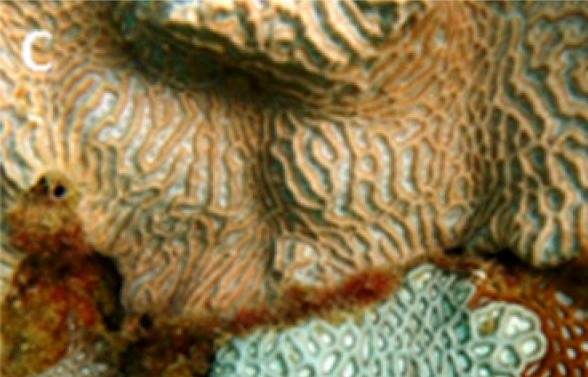
Paragoniastrea australensis (arriba) y Coelastrea aspera en Minden Reef, Australia

Paragoniastrea es un género de corales que pertenece a la familia Merulinidae, dentro del grupo de los corales duros, orden Scleractinia. 
Son corales hermatípicos, constructores de arrecifes en aguas tropicales del océano Indo-Pacífico, desde la costa este africana hasta las islas del Pacífico central, las islas Marshall en el hemisferio norte, y hasta Pitcairn en el hemisferio sur.

## Taxonomía
Dados los avances científicos, que posibilitan, tanto la exploración y recolección de especies, como los análisis filogenéticos moleculares, o las imágenes proporcionadas por el microscopio electrónico de barrido, asistimos a una permanente reclasificación de los clados taxonómicos. Debido a ello, las tres especies del género Paragoniastrea han estado enmarcadas hasta hace poco tiempo en la familia Faviidae, siendo reclasificadas por el Registro Mundial de Especies Marinas, sobre la base de recientes estudios, que las asignan a la familia Merulinidae en el nuevo género Paragoniastrea. No obstante, ni el Sistema Integrado de Información Taxonómica, ITIS, ni la Lista Roja de Especies Amenazadas de la UICN, han actualizado su taxonomía, manteniendo hasta el momento, a Goniastrea australensis, Goniastrea deformis y Favites russelli, en la familia Faviidae.

## Especies
El Registro Mundial de Especies Marinas reconoce las siguientes especies en el género, siendo valoradas sus sinonimias por la Lista Roja de Especies Amenazadas de la UICN:
- Paragoniastrea australensis (Milne Edwards, 1857) Estado: Preocupación menor[4]
- Paragoniastrea deformis (Veron, 1990) Estado: Vulnerable A4c[5]
- Paragoniastrea russelli (Wells, 1954) Estado: Casi amenazada[6]

## Morfología
Los corales Paragoniastrea forman colonias  masivas, submasivas o incrustantes.
Los coralitos son monocéntricos, discretos (1-3 centros) o uniseriales. Sus muros normalmente están fusionados con los coralitos contiguos, en ocasiones presentan doble muro. El diámetro de los cálices es de 4 a 15 mm, con un relieve de 3 a 6 mm. Los septos se disponen en tres ciclos (24-36 septos). Las paredes de los septos están granuladas. Tienen columnela generalmente trabecular y esponjosa, y lóbulos paliformes bien desarrollados. Los coralitos hijos se forman normalmente por división intracalicular, aunque las especies monocéntricas presentan algún grado de división extracalicular.
Los pólipos tienen un círculo de tentáculos rodeando la boca, que presentan unas células urticantes denominadas nematocistos, empleadas en la caza de presas del plancton.
La gama de colores abarca el marrón, gris, púrpura o verdoso. Frecuentemente con contrastantes coloraciones entre los discos orales y el resto del tejido de los pólipos.
La mayoría de las colonias no alcanzan medio metro de diámetro, pero algunas pueden superar el metro.

## Hábitat y distribución
Viven en arrecifes localizados en los mares tropicales, en zonas cercanas a las costas. Mayoritariamente se encuentran en fondos rocosos, lagunas, laderas posteriores del arrecife, y canales y laderas exteriores. En ocasiones pueden ser una especie dominante en hábitats de arrecifes subtropicales. 
Su rango de profundidad es entre 1 y 40 m.
Se distribuyen ampliamente en el océano Indo-Pacífico, desde las costas orientales de África, incluyendo el mar Rojo y el golfo de Adén, hasta la isla de Pitcairn en el Pacífico central, incluyendo las costas de Australia al sur, y Filipinas y Japón al norte.

## Alimentación
Contienen algas simbióticas; mutualistas (ambos organismos se benefician de la relación) llamadas zooxantelas. Las algas realizan la fotosíntesis produciendo oxígeno y azúcares, que son aprovechados por los pólipos, y se alimentan de los catabolitos del coral (especialmente fósforo y nitrógeno). Esto les proporciona entre el 70 y el 95% de sus necesidades alimenticias. El resto lo obtienen atrapando plancton y materia orgánica disuelta en el agua.

## Reproducción
Se reproducen asexualmente mediante gemación intracalicular, y sexualmente, lanzando al exterior sus células sexuales. En este tipo de reproducción, la mayoría de los corales liberan óvulos y espermatozoides al agua, siendo por tanto la fecundación externa.  Los huevos una vez en el exterior, permanecen a la deriva arrastrados por las corrientes varios días, más tarde se forma una larva plánula que cae al fondo, se adhiere a él y comienza su vida sésil, secretando carbonato cálcico para conformar un esqueleto, o coralito. Posteriormente, los pólipos se reproducen por gemación, dando origen a la colonia.